# Rocky-Mountain-Wacholder
Der Rocky-Mountain-Wacholder (Juniperus scopulorum) ist eine Pflanzenart aus der Familie der Zypressengewächse (Cupressaceae). Er ist im westlichen Nordamerika heimisch.

## Beschreibung

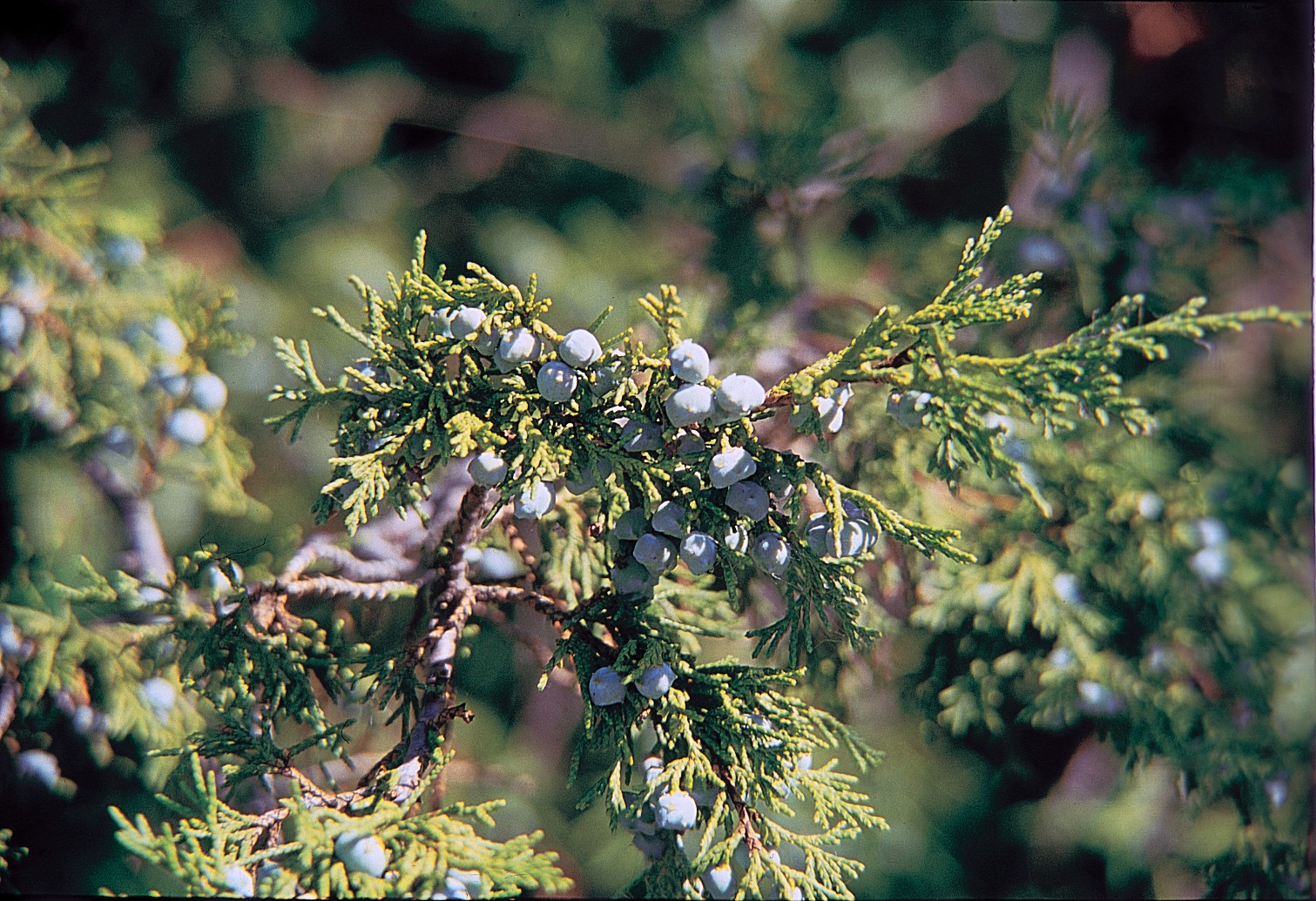
Zweig mit reifen Beerenzapfen

Der Rocky-Mountain-Wacholder wächst als immergrüner, einstämmiger oder selten mehrstämmiger Baum, der Wuchshöhen von bis zu 20 Metern und Brusthöhendurchmesser von bis zu 2 Metern erreichen kann. Die gerade oder aufsteigend vom Stamm abgehenden Äste bilden eine kegelförmige bis abgerundete Krone. Die Zweige gehen gerade oder abwärts gerichtet von den Ästen ab und haben einen drei- bis viereckigen Querschnitt. Die braune Borke blättert in dünnen Streifen ab. Die Rinde von dünnen Zweigen ist glatt, während die der dickeren in Platten abblättert.
Es werden zwei verschiedene Formen von Blättern gebildet. Beide Formen sind hell- bis dunkelgrün oder bläulichgrün bis blaugrau gefärbt und haben auf der Blattunterseite eine unauffällige, elliptisch geformte Blattdrüse. Die Blattränder sind ganzrandig. Die nadelförmigen Blätter werden 3 bis 6 Millimeter lang. Die Schuppenblätter sind bei einer Länge von 1 bis 3 Millimeter kielförmig bis abgerundet geformt und können sich einander bis zu einem Fünftel ihrer Gesamtlänge überlappen. Ihre abstehende oder anliegende Blattspitze ist stumpf oder spitz zulaufend.
Der Rocky-Mountain-Wacholder ist zweihäusig-getrenntgeschlechtig (diözisch). Die Beerenzapfen stehen normalerweise an einem geraden Stiel und sind bei einem Durchmesser von 6 bis 9 Millimetern kugelig bis zweilappig geformt. Sie sind zuerst hellbraun gefärbt und verfärben sich zur Reife im zweiten Jahr hin dunkel blauschwarz und sind bereift. Stark bereifte Zapfen scheinen hellblau gefärbt zu sein. Jeder der harzigen und faserigen Zapfen trägt ein bis drei Samenkörner. Die Samen werden 4 bis 5 Millimeter lang.
Die Chromosomenzahl beträgt 2n = 22.

## Verbreitung und Standort

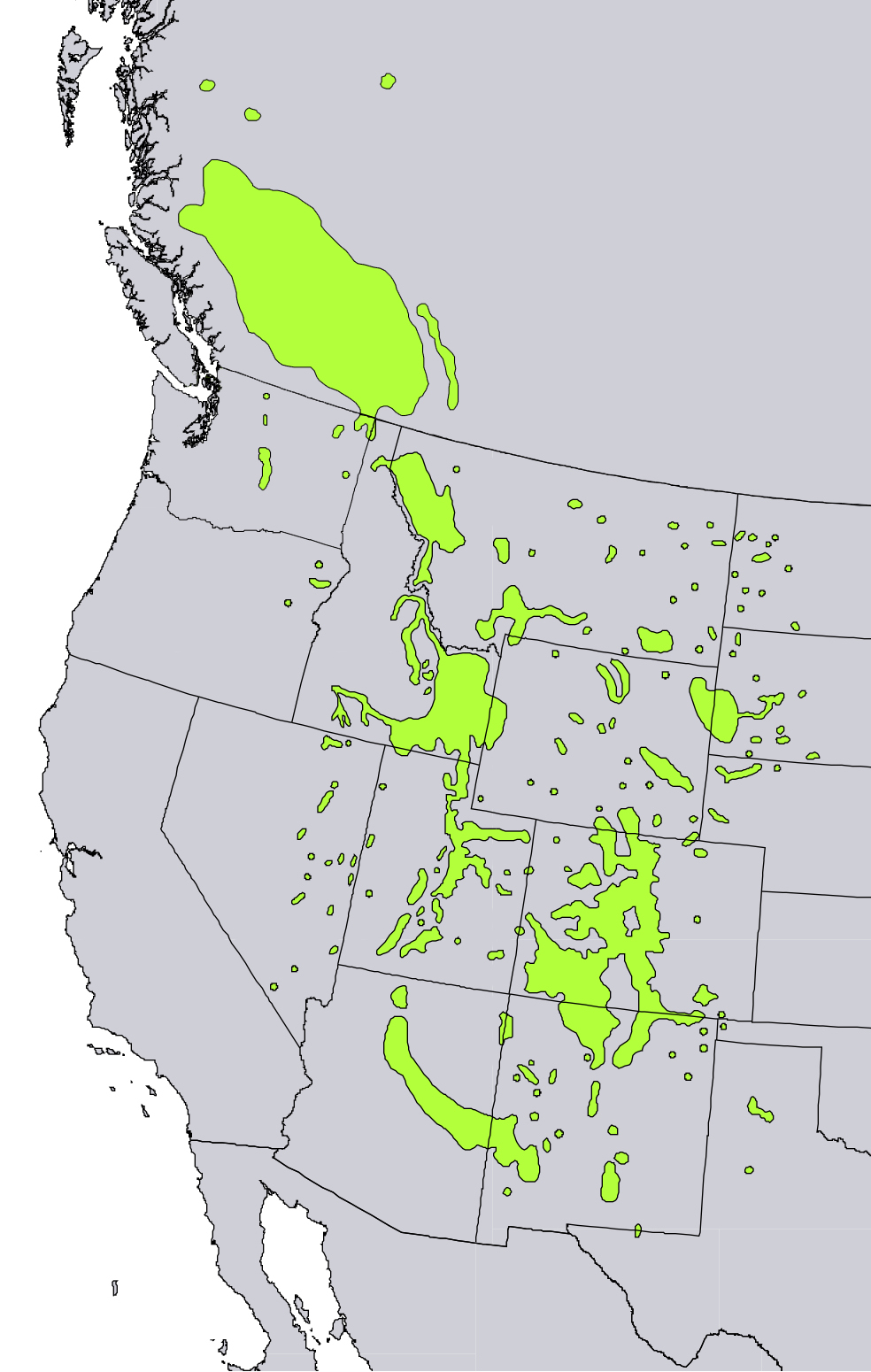
Verbreitungsgebiet

Das natürliche Verbreitungsgebiet des Rocky-Mountain-Wacholders liegt im westlichen Nordamerika. Es erstreckt sich dort von British Columbia im Norden entlang der Rocky Mountains bis nach Chihuahua und Coahuila in Mexiko im Süden. Nach Osten hin kommt er auch in einigen den Rocky Mountains vorgelagerten Gebirgsketten vor.
Der Rocky-Mountain-Wacholder gedeiht in Höhenlagen von 0 bis 2700 Meter. Er wächst vor allem auf felsigen und erodierten Böden in Hanglagen.

## Nutzung

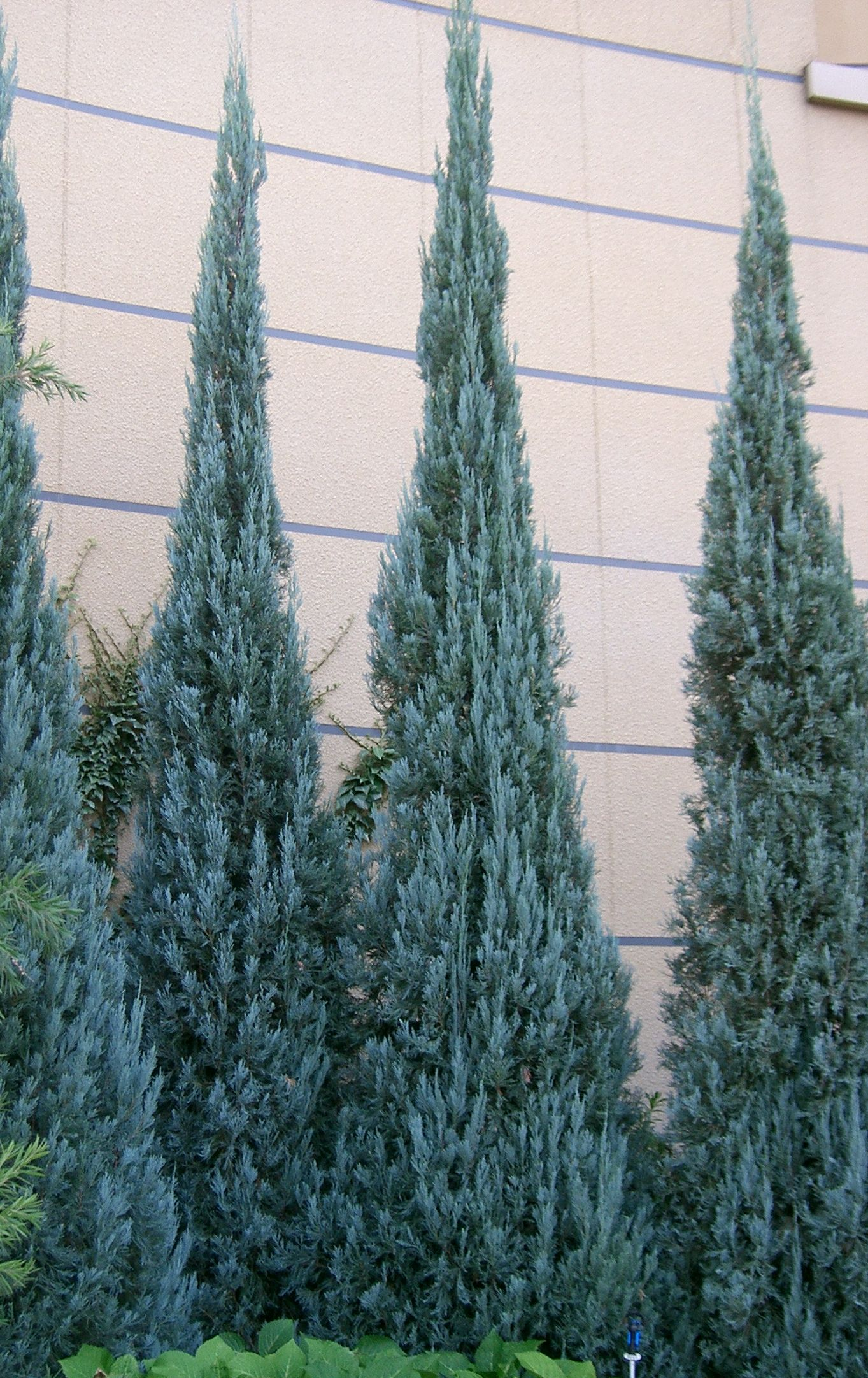
Juniperus scopulorum „Blue Heaven“

Der Rocky-Mountain-Wacholder findet als Ziergehölz Verwendung.

## Systematik
Die Erstbeschreibung als Juniperus scopulorum erfolgte 1897 durch Charles Sprague Sargent in Garden & Forest, Band 10(505), Seite 420. Synonyme für Juniperus scopulorum Sarg. sind Juniperus virginiana subsp. scopulorum (Sarg.) A.E. Murray, Juniperus virginiana  var. scopulorum (Sarg.) Lemmon und Sabina scopulorum (Sarg.) Rydb.
Wo sich das Verbreitungsgebiet des Rocky-Mountain-Wacholders mit dem des Virginischen Wacholders (Juniperus virginiana) und dem des Kriech-Wacholders (Juniperus horizontalis) überschneidet, kommt es zur Bildung von Hybriden. Die Hybride mit dem Kriech-Wacholder wird als Juniperus x fassettii bezeichnet.

## Gefährdung und Schutz
Der Rocky-Mountain-Wacholder wird in der Roten Liste der IUCN als „nicht gefährdet“ eingestuft. Es wird jedoch darauf hingewiesen, dass eine erneute Überprüfung der Gefährdung notwendig ist.